# Psychotria kunstleri
Psychotria kunstleri là một loài thực vật có hoa trong họ Thiến thảo. Loài này được King & Gamble miêu tả khoa học đầu tiên năm 1906.